# Beate Jensen
Beate Jensen (* 18. Oktober 1958 in Kiel) ist eine deutsche Schauspielerin.

## Leben
Nach Jensens Ausbildung an der Hochschule der Künste in Hamburg folgte ein Engagement am deutschen Schauspielhaus Hamburg.
Für ihre erste Hauptrolle im Spielfilm Mitten ins Herz von Doris Dörrie errang sie zwei Preise. Seitdem drehte sie Filme in Italien, der Schweiz, Frankreich und Spanien. Diese liefen auf Festivals in Europa, Asien und den USA, darunter der Psychothriller Der Kuß des Tigers von Petra Haffter, Lange Wintertage von Ivo Barnabò Micheli, Die Liebenden des Polarkreises von Julio Medem. Sie ist immer wieder TV zu sehen, wie z. B. im Tatort: Inflagranti, Aus heiterem Himmel, Der Schnapper, Peter Strohm – Der Tod der kleinen Lady
Jensen spricht regelmäßig Hörspiele und Hörbücher, wie z. B. Die Form des Wassers von Andrea Camilleri und Mein verwundetes Herz von Martin Doerry.
Bei dem Kurzfilm Tony and Barb führte sie 2007 erstmals Regie.
Beate Jensen ist Mitglied der Europäischen wie auch der Deutschen Filmakademie. Für mehrere Jahre war sie Mitglied im Auswahlgremium für das Kinderfilmfestival und die 14plus-Reihe des Berlinale-Filmfestivals (2002–2006). Von 2005 bis 2007 folgte eine Gastprofessur an der HFF Konrad Wolf in Potsdam-Babelsberg, 2006 wirkte sie zudem als Gastdozentin an der Filmakademie Ludwigsburg.

## Privates
Beate Jensen ist verheiratet, lebt in Berlin und hat zwei Kinder.

## Filmografie (Auswahl)
- 1980: Panische Zeiten
- 1980: Luftwaffenhelfer
- 1983: Mitten ins Herz  – Regie: Doris Dörrie
- 1985: Lange Wintertage (Il lungo inverno)
- 1985: Konzert für Alice
- 1985: Der Fahnder – Phantom Isabelle – Regie: Werner Masten
- 1985: Tatort: Der Mord danach
- 1986: Chinese Boxes  – Regie: Chris Petit
- 1988: Der Kuß des Tigers – Regie: Petra Haffter
- 1990: Die Frosch-Intrige
- 1992: Das Traumschiff – Norwegen
- 1993: Der Alte – Folge 186: Alles umsonst
- 1994: Kommissar Rex – Stumme Schreie
- 1995: Kommissar Klefisch – Klefisch schwerster Fall
- 1996: Ein Fall für zwei – Der kalifornische Traum
- 1996: Ein Mord auf dem Konto
- 1997: Tatort: Inflagranti
- 1998: Die Liebenden des Polarkreises
- 1999: Dr. Stefan Frank – Der Arzt, dem die Frauen vertrauen – Dann eben mit Gewalt
- 1999: Herzschlag – Das Ärzteteam Nord – Schatten der Vergangenheit
- 2002: Dr. Sommerfeld – Neues vom Bülowbogen – Es gibt ein Zurück
- 2004: Stefanie – Eine Frau startet durch – Rache
- 2006: Unser Charly – Familienfeier
- 2009: Dr. Hope – Eine Frau gibt nicht auf
- 2009: Unter anderen Umständen: Auf Liebe und Tod
- 2014: Bella Casa – Hier zieht keiner aus!
- 2016: Um Himmels Willen – Erste große Liebe
- 2021: In aller Freundschaft – Die Krankenschwestern – Die goldene Mitte

## Hörspiele
- 2005: Thomas Stiller: Stille Nacht – Heilige Nacht – Regie: Christoph Dietrich (Hörspiel – SWR)